# Motorola RAZR V3
Il Motorola RAZR V3 è un telefono cellulare ideato e prodotto dalla Motorola della serie 4LTR uscito nel terzo quadrimestre del 2004. È uno dei cellulari più venduti di sempre (il decimo) con oltre 130 milioni di esemplari e il suo costo iniziale era di 800 mila lire (circa 400 euro). Al momento del lancio era il cellulare più sottile disponibile sul mercato.

## Storia

### Sviluppo
Nel 2003 Motorola attraversava un particolare periodo di crisi poiché Nokia aveva preso il sopravvento diventando il primo produttore di telefoni al mondo. Per risollevare le sorti dell'azienda venne affidato a Roger Jellicoe il compito di sviluppare entro un anno un telefonino che fosse il più sottile al mondo con uno spessore di 10 mm e che avesse un design moderno. Il team di sviluppo lavorò serratamente mantenendo il più stretto riserbo facendo trapelare pochissime informazioni anche alla Motorola stessa. Per rispettare il target dello spessore vennero introdotte tecnologie inedite come la disposizione della batteria vicino ai circuiti e riposizionando l'antenna nella parte bassa nel telefonino. Queste condizioni portarono ad un aumento della larghezza del dispositivo che secondo la Motorola doveva essere di 49 mm; il team di sviluppo continuò comunque sui 53 mm.
L'obiettivo dei 10 mm di spessore non venne rispettato ma il nuovo dispositivo era comunque il 40% più sottile degli altri modelli Motorola e lo sviluppo proseguì ugualmente.
Nel 2004 il clima in azienda divenne sempre più aspro. Il consiglio di amministrazione chiese le dimissioni di Christopher Galvin che era CEO e nipote del fondatore dell'azienda e divenne nuovo amministratore delegato Edward Zander già CEO di Sun Microsystem. Nel frattempo il team aveva problemi nella scelta della tastiera da implementare e nella sua retroilluminazione e il debutto venne rimandato di qualche mese.
Nel luglio del 2004 a Chicago durante la riunione annuale Motorola il V3 viene ufficialmente presentato da Zander

### Marketing
Il nome commerciale RAZR deriva dal nome in codice dato da Jellicoe al progetto: "patula siliqua" che è il nome latino di una mollusca bivalva particolarmente sottile. Il nome della mollusca in inglese è "pacific razor clam". Da questo Geoffry Frost, capo marketing Motorola, ha creato una sigla di quattro lettere in grado di attirare l'attenzione del pubblico: RAZR

### Successo commerciale
Il Motorola V3 venne accolto subito molto favorevolmente dal mercato internazionale tanto da superare ben presto il successo del famoso StarTac uscito nel 1996. Come punti di forza il Motorola poteva contare su materiali di primissima qualità (scocca in alluminio), uno schermo generoso e una linea inconfondibile. Di contro il V3 aveva una memoria piuttosto piccola (senza possibilità di espansione) e una fotocamera poco definita.

### Versioni successive
Il grande successo commerciale ha portato la Motorola a sviluppare nuove versioni più aggiornate del V3: il Motorola V3i e il V3x nel 2005, il V3xx e il Razr maxxx nel 2006. Nel 2007 è uscito il Razr2 che è stato il predecessore del Razr3 uscito nel 2009 (primo schermo tattile della serie Razr). il 14 novembre 2019 viene annunciato il Motorola Razr, primo smartphone Motorola con schermo pieghevole e successivamente messo in commercio il 6 febbraio 2020. Qualche mese dopo, precisamente il 9 settembre 2020, viene svelato il Motorola Razr 5G, successore del primo pieghevole della casa alata che viene commercializzato con diverse migliorie rispetto al modello precedente come fotocamera, sistema di chiusura, processore, 5G e maggiore interattività con lo schermo esterno.

## Hardware

### Schermo
Il V3 è dotato di due schermi: il principale e uno secondario nella parte esterna superiore del dispositivo. Lo schermo principale è da 2,2 pollici con tecnologia TFT e 176 x 220 di risoluzione dove l'utente può svolgere tutte le attività principali. Lo schermo secondario invece realizzato con tecnologia CSTN ha una risoluzione 96x80 e oltre all'ora visualizza l'ID delle chiamate in ingresso senza dover aprire necessariamente il cellulare.
Nella parte in alto a destra rispetto allo schermo secondario è presente un LED blu che indica, se acceso, una connessione Bluetooth in corso.

### Tasti Fisici
Nel V3 ci sono un totale di 27 tasti fisici: 24 nella parte interna e 3 nella parte esterna superiore attorno allo schermo. Oltre al tastierino numerico sono disponibili due tasti che permettono un collegamento rapido al browser internet ed ai messaggi. I tasti fisici sulla sinistra del dispositivo sono rispettivamente (dall'alto verso il basso): regolazione del volume e smart key mentre sulla destra c'è il voice key che attiva il registratore vocale anche quando il device è chiuso.
Il tasto smart quando il dispositivo è chiuso permette di attivare la fotocamera utilizzando come schermo quello secondario; funzione utile per gli autoritratti fotografici.

### Alimentazione
Il V3 è dotato di una batteria agli ioni di litio rimovibile dalla forma rettangolare disposta orizzontalmente nel dispositivo dalla capacità di 680 mAh che consente una durata fino a 280 ore in stand-by e fino a 7 ore di chiamata.

### Memoria
Il V3 è equipaggiato con una memoria interna da 30 Mb di cui solo 5,5 Mb utilizzabili dall'utente senza possibilità di espanderla tramite microSD. Si possono registrare fino a 1000 contatti e un registro con un totale di 30 chiamate (10 in uscita,10 in ingresso e 10 perse)

### Fotocamera
Il V3 è provvisto di una fotocamera da 0.3 MP con una risoluzione massima di 640 x 480 con zoom digitale 4x.

### Connettività
Nel V3 è presente una porta miniUSB 1.1 tipo B per collegarsi al PC oppure per collegare accessori come gli auricolari. È inoltre provvisto di Bluetooth v1.2

### Audio-Video
Il V3 è capace di riprodurre video in formato MPEG4 ed audio in formato MP3 e MIDI.

## Software
Nel Motorola V3 è installato un OS proprietario che include un web browser WAP, Java e diversi giochi.